# Evangelium pravdy
Evangelium pravdy je jeden z gnostických textů, novozákonní apokryf nalezený v knihovně Nag Hammádí.

## Historie a styl
Evangelium pravdy bylo pravděpodobně napsáno v řečtině mezi roky 140 a 180 skupinou valentinovců (podle některých zdrojů samotným Valentinem). Irenej z Lyonu toto dílo prohlásil za kacířské. Irenej zmiňuje Evangelium pravda avšak mohlo se jednat o jiný text se stejným názvem.
Text je psán se silnou poetickou dovedností a zahrnuje těžce cyklickou prezentaci témat. Nejedná se o „evangelium“ ve smyslu popisu díla a života Ježíše Nazaretského, ale lépe se chápe jako homílie.
Tento text je odborníky obecně považován za jeden z nejlépe psaných textů v celé sbírce Nag Hammádí a považuje se za velmi cenný pro svou gnostickou exegezi.
Ne všichni učenci se však shodují na tom, že text má být považován za gnostický. Paterson Brown tvrdil ze koptská evangelia z Nag Hammádí (Tomáše, Filipa a pravdy) nemají prokazatelně gnostický obsah, protože každý výslovně potvrzuje základní realitu a posvátnost vtěleného života.
Předpokládá se, že tento text cituje nebo zmiňuje novozákonní evangelia Matouše a Jana a také První a Druhý list Korintským, List Galatským, Efezským, Koloským, Židům, První list Janův a Zjevení Janovo.

## Obsah
Text popisuje teorii vzniku "Omylu" v personifikované podobě. Poté popisuje Ježíše jako toho který byl Bohem poslán, aby odstranil nevědomost. Dále popisuje, jaké je poznání otce, který poskytuje spasení, které představuje věčný odpočinek a popisuje nevědomost jako noční můru. Následně pokračuje popis o tom jak se krmí hladový a dává se odpočinout unaveným. Nakonec pojednává o vztahu mezi Synem a Otcem a vztahem jména k jeho nositeli.
Na rozdíl od kanonických evangelií toto evangelium neobsahuje popis Ježíšova života ani jeho učení.